# Ramón Sampedro
Ramón Sampedro Cameán (Juno, Puerto del Son, 5 de enero de 1943-Boiro, 12 de enero de 1998) fue un marino y escritor español aquejado de tetraplejía desde los 25 años. Desarrolló una intensa actividad de petición judicial para poder solicitar el suicidio asistido y que la persona o personas que le auxiliasen no incurriesen en delito, dado que su estado lo incapacitaba para hacerlo sin ayuda externa. Al no obtener ayuda a través de los tribunales, logró su propósito con el auxilio de varias personas en enero de 1998. Su historia saltó a los medios de comunicación y abrió el debate sobre la eutanasia en España.

## Biografía
Nació el 5 de enero de 1943 en el municipio gallego de Puerto del Son. Con veintidós años se embarcó en un mercante noruego, donde trabajó como mecánico y recorrió cuarenta y nueve puertos alrededor del mundo. El 23 de agosto de 1968 y con veinticinco años de edad sufrió un accidente al tirarse de cabeza al agua desde una roca en la playa de As Furnas, un día de resaca marítima, fracturándose la séptima vértebra cervical que lo dejó tetrapléjico. Unos tres meses después Sampedro asumió su situación y la imposibilidad de «volver atrás». Se trasladó a vivir a casa de sus padres y desde entonces estos, su hermano y su cuñada cuidaron de él.
En 1993 inició la lucha por el derecho a morir dignamente. Solicitó a los juzgados de primera instancia de Barcelona y Noya que se le permitiera rechazar las sondas que lo alimentaban o que un médico pudiera recetarle fármacos. Ambas peticiones fueron rechazadas por defecto de forma, por lo que acudió al Tribunal Constitucional, que no admitió su solicitud de amparo, e incluso a la Tribunal Europeo de Derechos Humanos en Estrasburgo.
Ramona Maneiro, Moncha, una vecina de la localidad de Boiro, conoció a Sampedro en mayo de 1996 a través de una amiga común. De origen humilde y la segunda de siete hermanos, tenía tres hijos, dos de ellos fruto de su primer matrimonio. Trabajaba limpiando pescado en una conservera y de noche conducía un programa de radio en la emisora municipal de Rianjo. Por aquel entonces, Sampedro sabía que la única manera de llevar a cabo su deseo de morir era de manera clandestina, por lo que ideó un plan: buscó a once personas que le ayudaran, entre ellas Ramona Maneiro, y eligió el cianuro como método para quitarse la vida. Se instaló en un piso de Boiro a 25 km de su pueblo natal y repartió once llaves entre sus amigos a los que dio una instrucción. Decidió entonces que las de 1997 fuesen sus últimas navidades y se alejó de su familia, en parte para no implicarla y porque un pariente se oponía a que se quitara la vida. Para no implicar a nadie, cada uno de sus colaboradores debía realizar una acción distinta, que de por sí no era constitutiva de delito. Uno compraría el cianuro; otro lo analizaría; un tercero mediría la cantidad necesaria; el cuarto lo movería de sitio; el quinto lo recogería; el sexto prepararía la mezcla; el séptimo lo vertería en un vaso; el octavo colocaría una pajita en el mismo; el noveno lo pondría a su alcance; el décimo recogería una carta de despedida y el undécimo colaborador se encargaría de grabar en vídeo sus últimos momentos de vida.

### Muerte
El 11 de enero de 1998, Ramona abandonó el apartamento al anochecer y a la mañana siguiente su hermana Lupe encontró a Ramón ya sin vida. Días antes este se había hecho con una videocámara con la que grabó sus últimos momentos de vida y donde anunció su intención de morir y «que es plenamente consciente de sus actos, que desea la muerte desde hace 29 años y que nadie debe ser culpado por ella». Instantes después de pronunciar sus últimas palabras, Ramón bebe de un vaso con cianuro con el que halla la muerte. Murió en Boiro el 12 de enero de 1998 y su muerte fue televisada la noche del 4 de marzo de 1998, aunque tan sólo se mostraron veinte segundos de su agonía.
La policía judicial detuvo a la persona más cercana a Sampedro, Ramona Maneiro, a la que imputaron por un posible delito por cooperación al suicidio. Registraron su casa y visionaron varias cintas, una de ellas con escenas familiares de la Nochebuena y una grabación al lado de Sampedro leyendo en voz alta dos poemas. Fue puesta en libertad por falta de pruebas, aunque con la obligación de acudir al juzgado el primer día de cada mes.
Ramón Sampedro fue enterrado en el cementerio de la Iglesia de Santa Mariña de Juno en un nicho donde solo se lee su fecha de muerte (12-1-1998) pero no de su nacimiento.
Siete años después, una vez que el delito hubo prescrito, Ramona admitió en televisión haber facilitado a Ramón el acceso al veneno que le causó la muerte y haber grabado el vídeo donde Ramón pronunció sus últimas palabras. Tras sus declaraciones, el fiscal pidió reabrir el caso de Ramón Sampedro. La familia de Sampedro siempre estuvo en contra de la decisión de este de poner fin a su vida y acusó a Ramona Maneiro de asesinato.

## La lucha de Sampedro
Sampedro convirtió su deseo de morir en una lucha por la defensa de las libertades individuales y de la eutanasia. Durante años se intercambió correspondencia con numerosas personas, algunas de ellas en una situación similar a la suya. Estas cartas aparecen en su libro Cartas desde el infierno, así como poemas y pensamientos personales que escribía desde su cama. Es crítico con aquellos, tanto familiares como desconocidos, que criticaban su deseo de morir, con especial mención a las autoridades legales y religiosas a las que menciona en numerosas ocasiones.

### Consideraciones legales
Fue el primer ciudadano en pedir en España la eutanasia y el suicidio asistido. Argumentaba el derecho de cada persona a disponer de su propia vida, estando incapacitado para suicidarse. Su petición le fue denegada porque el Código Penal entonces vigente, del Texto Refundido de 1973, no lo permitía, pero hoy en día gracias a la Ley de regulación de la eutanasia que entró en vigor el 25 de junio de 2021, se modificó el artículo 143 del vigente Código Penal de 1995, permitiendo el suicidio asistido siempre y cuando se halle bajo los términos estipulados por la ley, cuando preceptúa lo siguiente:

1. El que induzca al suicidio de otro será castigado con la pena de prisión de cuatro a ocho años.

2. Se impondrá la pena de prisión de dos a cinco años al que coopere con actos necesarios al suicidio de una persona.
3. Será castigado con la pena de prisión de seis a diez años si la cooperación llegara hasta el punto de ejecutar la muerte.
4. El que causare o cooperare activamente con actos necesarios y directos a la muerte de otro, por la petición expresa, seria e inequívoca de este, en el caso de que la víctima sufriera una enfermedad grave que conduciría necesariamente a su muerte, o que produjera graves padecimientos permanentes y difíciles de soportar, será castigado con la pena inferior en uno o dos grados a las señaladas en los números 2 y 3 de este artículo.

5. No obstante lo dispuesto en el apartado anterior, no incurrirá en responsabilidad penal quien causare o cooperare activamente a la muerte de otra persona cumpliendo lo establecido en la ley orgánica reguladora de la eutanasia

### Legado

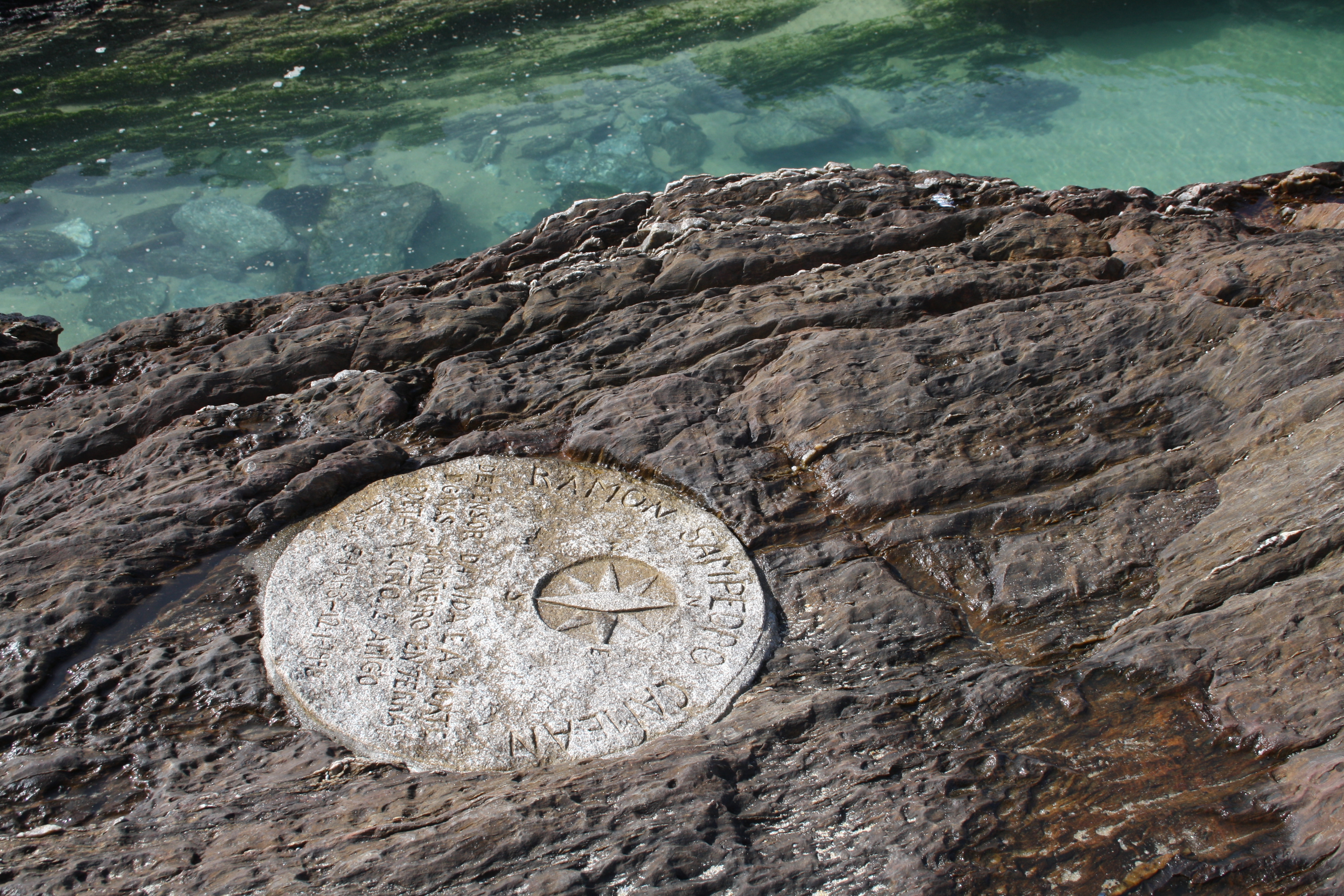
Placa homenaje a Sampedro en la playa de As Furnas, en el lugar donde se provocó la lesión que le causó la tetraplejía.

Además de abrir el debate sobre la eutanasia en España, algo que era tabú por entonces, su nombre sigue apareciendo en los medios de comunicación cuando otras personas solicitaron públicamente la legalización de la eutanasia o recurrieron al suicidio al no obtener apoyo legal de manera similar a Sampedro.
En el lugar donde Sampedro sufrió el accidente se colocó una placa en homenaje con el texto: «Ramón Sampedro Cameán. Defensor da vida e a morte. Mariñeiro en terra. Poeta, veciño e amigo. 4-1-1943; 12-1-1998». En ese lugar sus amigos y familiares lo recuerdan en el aniversario de su muerte con flores y actividades donde se reivindica su figura y su lucha.

## Obra
Ramón Sampedro es el autor de dos libros:
- Cartas desde el infierno (Ed. Planeta, 1996), donde agrupó sus escritos, cartas, poemas y pensamientos. Los poemas, incluso uno titulado Los Ensueños, que se recita en la película Mar Adentro, inspiró a Alejandro Amenábar para la realización del film del mismo título.[21] Tras la película Mar Adentro se reeditó el libro bajo el sello Booket con una carta inédita, la última escrita por Sampedro antes de morir, y con prólogo de Alejandro Amenábar.[22]
- Cando eu caia (Edicións Xerais, 1998). Un poemario, publicado primero en gallego, se lanzó años más tarde en castellano Cuando yo caiga por Editorial Planeta (traducido por MR Ediciones) con prólogo de Manuel Rivas y epílogo de Javier Bardem.[23][22]

## En la cultura popular
Sobre la vida de Sampedro se realizaron dos películas:
- Condenado a vivir (2001)ː dirigida por Roberto Bodegas y protagonizada por el actor gallego Ernesto Chao.
- Mar adentro (2004)ː dirigida por Alejandro Amenábar y protagonizada por Javier Bardem, quien da vida a Sampedro, y Belén Rueda. Esta película fue alabada por público y crítica y recibió varios premios, entre ellos el Óscar a la mejor película extranjera y 14 premios Goya.

En otra película española, la comedia Spanish Movie (2009), el actor Carlos Areces hace una parodia de Mar Adentro con una imitación del propio Sampedro.